# Empraxis
Der Begriff Empraxis ist ein gräzisierter Neologismus mit der Grundbedeutung „leiblich eingebundenes Handeln, Vollzugswissen“. Er wurde von dem Sprachtheoretiker und Psychologen Karl Bühler in seinem Buch Sprachtheorie – Die Darstellungsform der Sprache in die deutsche Sprachphilosophie eingeführt. Pirmin Stekeler-Weithofer verwendet den Begriff in seiner Philosophie des Selbstbewusstseins und Volker Caysa hat ihn im Kontext mit der Sportphilosophie für die Anthropologie des Körpers weiterentwickelt. Der Begriff wird auch transdisziplinär in Bezug auf die Kunst diskutiert.

## Beispiel
Empraktisches Handeln ist funktionierendes Vollzugshandeln z. B. in Sport, Tanz, Kunst und Sex, das „wie von allein“ und wortlos vonstattengeht ohne vorheriges Nachdenken über den Vollzug des Tuns. Empraktisches Handeln ist prärationales, vortheoretisches, intuitives Handeln und setzt implizites Wissen voraus.

## Entstehen des Begriffes
In seiner Sprachtheorie (1934) spricht Karl Bühler davon, dass der „Einbau des Sprechens in anderes sinnvolles Verhalten einen eigenen Namen verdient“. Er nennt dies Sprechen „empraktisches Reden“. „Im Bilde gesprochen ist es so mit ihrem Auftreten wie mit den ordentlich gesetzten Wegweisern auf menschlichen Pfaden; solange es nur einen eindeutig erkennbaren Weg gibt, braucht man keine Wegzeichen. Aber an Kreuzungsstellen, wo die Situation vieldeutig wird, sind sie stets willkommen.“ Bühler meint mit diesen Wegweisern Anzeigwörter, die das Handeln des Empfängers ganz einfach und doch hochkomplex steuern. Wenn zum Beispiel jemand um Hilfe ruft, reicht dieses eine Wort, um hochkomplexe Handlungsreihen auszulösen. Oder oft ist „nur ein Wort nötig, ein beliebiges Sprachzeichen wie ‘rechts’, ‘geradeaus’ oder ‘dies’ oder ‘Parkett sechste bis neunte Reihe’ und die Zusatzsteuerung, welche das Benehmen des Empfängers benötigt, ist erreicht.“ Der Mensch ist sogar so positiv auf dies empraktische Reden eingestellt und angewiesen, dass er jemanden mindestens für begriffsstutzig hält, wenn dieser die Einrede nicht versteht. Der Mensch kennt die sinnvolle Reduktion dieser Einrede, um ohne tieferes Nachdenken Handlungen auszuführen. Daher wird allzu oft nicht toleriert, wenn jemand noch zusätzliche Erklärungen braucht. Ganz deutlich wird dies beim Autofahren. Wer die einfachen Zeichen und Zeigewörter der Verkehrsleitsysteme nicht sofort in hochkomplexes, flexibles Handeln umzusetzen vermag, hat mindestens mit einer leisen Beschimpfung zu rechnen.

## Das Empraktische in der Philosophie
Nach Pirmin Stekeler-Weithofer funktioniert selbst die Reflexionswissenschaft Philosophie, deren Tun wesentlich in der Reflexion besteht, wie Sport, Sex, empirische Wissenschaft und Kunst auf der Basis des Empraktischen.
Im Empraktischen hat der Mensch ein implizites Wissen, das als Wissen-Haben im Tun-Können erscheint. Empraktisch weiß man, was man weiß, solange man nicht danach gefragt wird. Oder anders ausgedrückt: Empraktisches Wissen ist ein Wissen, das man solange sicher hat, solange man es nicht metastufig problematisiert. Die Schwierigkeiten beginnen, wenn man explizit fragt, was man implizit weiß. Erst dann beginnt man zu reflektieren, dass man eigentlich (metastufig gesehen) nicht weiß, was man weiß.
Auf der Ebene des Empraktischen befinde der Mensch sich im Zustand nicht nur einer belehrten, sondern gelehrten Unwissenheit, im Zustand anscheinend naiver Könnerschaft, in dem die agierende Person als Narr, als Idiot oder als Genie erscheint. Im Empraktischen scheint alles wie von selbst zu gelingen, man ist dort im Zustand des in sein Spiel versunkenen Kindes. Das Kind weiß im Spiel, was zu tun ist, denn in seiner Versunkenheit, hat es zu wissen vergessen und gerade dadurch weiß es. Das Empraktische erscheint auf dieser Ebene als ein voraussetzungsloser, reflexionsloser Neubeginn, als ein grundloser Anfang, als „ein Spiel, ein aus sich rollendes Rad, eine erste Bewegung, ein heiliges Ja-Sagen.“
Im Empraktischen wird der Mensch wieder zum Kinde und die Unschuld des Kindes und sein Vergessen ist es, das neue Werte schafft. Das Empraktische ist die immer notwendig anwesende Kindheit der Praxis, durch die die theoretische und theoriegeleitete Praxis erst möglich wird. Aus diesem Primärpraktischen geht das Sekundärpraktische hervor, das sich dann mit Theorie einbildet, Herr des praktischen Seins zu sein. In der Empraxis liegt das Geheimnis funktionierender Praxis.
Empraxis ist die alltägliche Erfahrung und Handlungsweise der Kindheit. Man erfährt sie immer wieder als Kind, wie auch der erwachsene Denker als Kindheit des Denkens. Und indem man lernt, diese immer anwesende Kindheit des Denkens metastufig zu reflektieren, wird man selbst erwachsen, erwacht man über sich selbst. Das aber bedeutet, dass die fundamentalen Voraussetzungen expliziten Wissens im Empraktischen gegeben sind und dass das Denken nicht dahinter zurückkann, sondern immer nur versuchen kann, im Nachhinein den vorgängigen Vollzug zu begreifen. Das aber ist die Aufgabe der Philosophie: durch Reflexion zu begreifen, warum überhaupt etwas in unserem Leben funktioniert oder wodurch etwas ist.
Empraktisches Wissen, philosophisch betrachtet, ist nicht identisch mit der Zone metastufig reflektierten und verbalsprachlich explizit klar ausgedrückten Wissens. Das Dasein ist selbst ein Wissen-Haben, das nicht mit wissenschaftlichem Wissen identisch ist. Das Wissen-Sein der Praxis ist nicht identisch mit dem Wissen-Haben der Wissenschaft.

## Wonach fragt die Philosophie des Empraktischen?
Die Philosophie der Empraxis fragt nach dem präformativen Grund der expliziten Theorie-Praxisverhältnisse und nach den damit verbundenen Subjekt-Objekt-Verhältnissen. Es geht um das intuitiv Andere der reflektierten, theoretischen Praxis, das diese begründet und alle bewusste Arbeit erst ermöglicht.
Ausgegangen wird dabei von dem Gedanken, dass es zunächst überhaupt nicht zum Wesen ursprünglicher Praxis gehört, dass sie metastufig reflektiert wird. Erst aber in der metastufigen Reflexion wird im Nachhinein getrennt, was vorgängig als ungetrennt Eines funktioniert. Was hinterher in der Reflexion unterscheidbar ist, ist vorgängig untrennbar.
Empraxis ist selbst ein „transzendentales Feld“, durch das sich ein Individuum die Schemata zu eigen macht, durch die es Fähigkeiten und Fertigkeiten erlangt erfolgreich zu handeln. Dieses transzendentale Feld hat selbst verschiedene Erscheinungsformen, die sich im Spannungsfeld von individueller und kooperativer Praxis bewegen.
Das Empraktische als transzendentales Feld umfasst die unbewussten menschlichen Selbstverhältnisse, die unausgesprochen, bedenkenlos selbstverständlich sind. Darum meint man im Empraktischen bei sich selbst und Eigentlich-zu-sein, während man in der theoretischen Praxis das (Selbst-)Sein als sich Entfremdet-Sein wahrnimmt.
Die Empraxis als Vollzugspraxis, als primäre Praxis, die erst im Nachhinein Gegenstand der ihr gegenüber sekundären theoretischen und theoriegeleiteten Praxis wird, kann auch als Leben bezeichnet werden, sofern man berücksichtigt, dass Leben eine eigene Seinsart ist, die dem Menschen im Wesentlichen nur im alltäglichen, empraktischen Dasein zugänglich ist.
Leben in diesem Sinne ist dann als „der Ort des ursprünglichen Verstehens jeder Sache“ zu begreifen, der als causa sui, ein durch sich selbst seiendes Sein ist, das an und für sich frei ist, insofern es sich aus sich selbst bestimmt.
Dem Leben als Durch-sich-und-für-sich-selbstseiendes-Sein ist wesentlich die Macht der Freiheit eigen sich über sich selbst hinauszuschaffen. Nur ein Leben, das sich über sich hinauszuschaffen vermag, verdient Leben genannt zu werden: Leben ist Über-sich-hinaus-Sein im Über-sich-hinaus-Schaffen.
Leben, das nur sich selbst erhalten will, das sich nicht steigern, intensivieren will, zerfällt und verendet in seiner Statik, weil ihm die Ekstase fehlt, genauso wie Macht zerfällt, wenn sie nicht Mehr-Macht sein will und wie Werte sich entwerten, wenn sie nicht Mehr als nur Werte sind, wenn sie nicht echte Mehr-Werte sind, die als solche eben einen ökonomischen und moralischen Überschuss haben, der das Leben verwesentlicht, perspektiviert.
Leben als An-und-für sich-Sein ist nur für uns im praktischen Für-uns-Sein. In diesem Für-uns-Sein bleibt es aber immer ein Für-sich-Sein, ein Durch-sich-selbst-Sein und Bei-sich-Sein, ein Eigensein, das sich in seinem Selbstsein immer auch unserem instrumentellen Zugriff entzieht.
Das Empraktische, das uns im Dasein wesenhaft gegeben ist, ist demzufolge eine kulturalistisch verstandene Vorgängigkeitsstruktur, die die Subjekt-Objekt- und Theorie-Praxis-Verhältnisse der Welt der Vorstellung begründet, selbst aber in dieser Welt der Vorstellung nicht vollständig erklärt werden kann. Es ist das „X“, das historische Apriori vor den theoretisch-praktischen Subjekt-Objekt-Strukturen, das diese begründet, selbst aber von diesen nicht vollständig erklärt werden kann.
Empraxis ist eine implizite Tathandlung, die der Möglichkeit der expliziten Artikulation systematisch immer vorangeht. Darum kann „philosophische Analyse und Reflexion“ immer nur Nachhinein-Betrachtung „der Formen schon etablierter Lebensverhältnisse“ sein. Wenn Philosophie die Aufgabe hat „implizite Formen explizit zu machen, auf den Begriff zu bringen“, dann heißt das: „die je im gegenwärtigen Leben und normalen Handeln verdeckten Praxisformen und die tragenden Institutionen (wie z. B. der Sprache oder der Wissenschaft, des Rechts, des Staates, der Gesellschaft oder auch die Praxis des ethischen und ästhetischen Urteilens) explizit zu artikulieren und dadurch zu thematisieren.“